# 姆林
51°3′8″N 31°33′9″E / 51.05222°N 31.55250°E

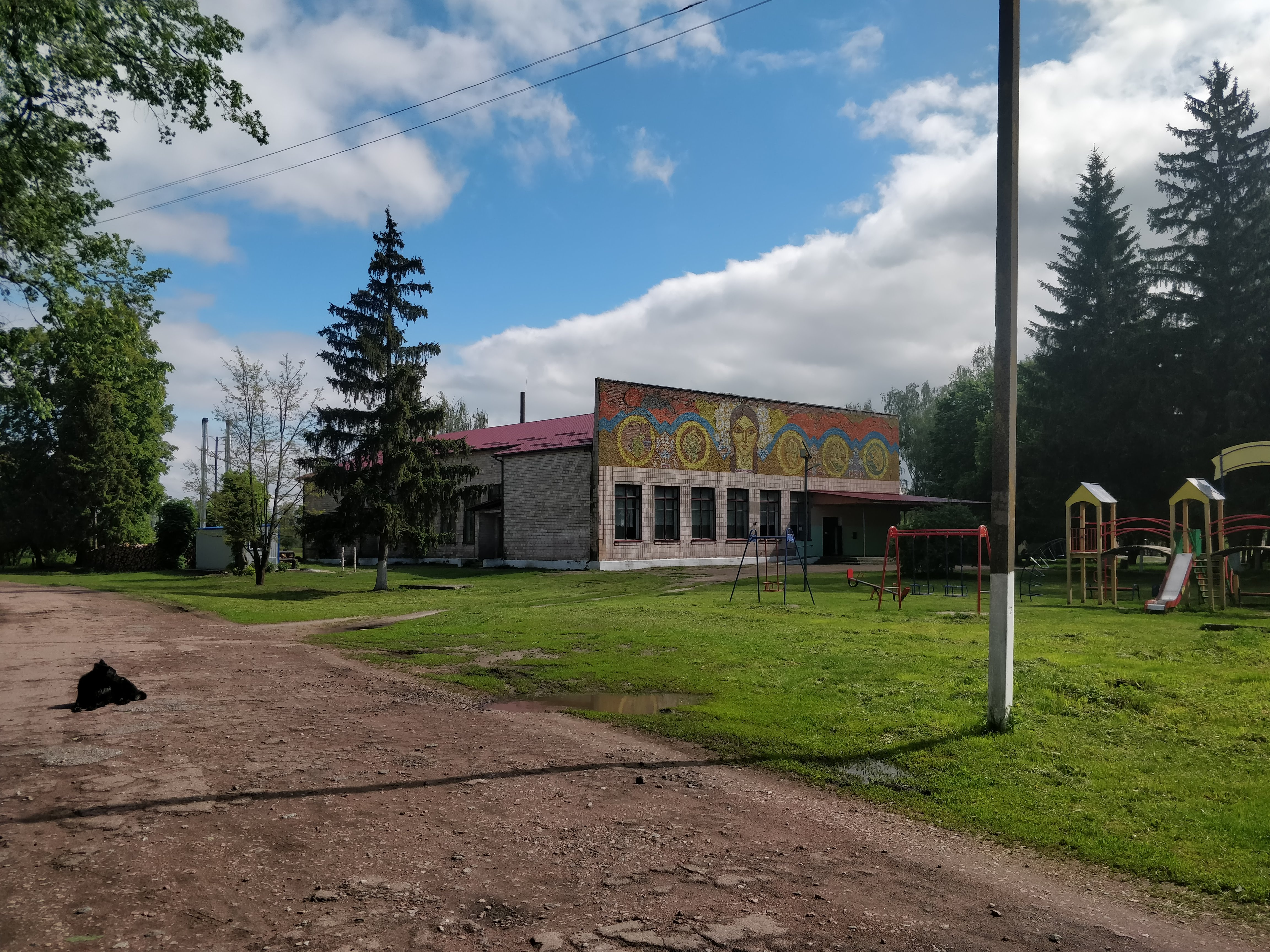
姆林

姆林（烏克蘭語：Мрин），是烏克蘭北部切爾尼戈夫州尼任區姆林市镇内的村庄及其行政中心。始建於1550年，面積5.38平方公里，海拔高度117米，2016年人口1,866，人口密度每平方公里435.5人。